# Liste der Landschaftsschutzgebiete im Landkreis Amberg-Sulzbach
Im Landkreis Amberg-Sulzbach gibt es 32 Landschaftsschutzgebiete. (Stand: November 2018)

## Hinweise zu den Angaben in der Tabelle
- Gebietsname: Amtliche Bezeichnung des Schutzgebietes
- Bild/Commons: Bild und Link zu weiteren Bildern aus dem Schutzgebiet
- LSG-ID: Amtliche Nummer des Schutzgebietes
- WDPA-ID: Link zum Eintrag des Schutzgebietes in der World Database on Protected Areas
- Wikidata: Link zum Wikidata-Eintrag des Schutzgebietes
- Ausweisung: Datum der Ausweisung als Schutzgebiet
- Gemeinde(n): Gemeinden, auf denen sich das Schutzgebiet befindet
- Lage: Geografischer Standort
- Fläche: Gesamtfläche des Schutzgebietes in Hektar
- Flächenanteil: Anteilige Flächen des Schutzgebietes in Landkreisen/Gemeinden, Angabe in % der Gesamtfläche
- Bemerkung: Besonderheiten und Anmerkungen

Bis auf die Spalte Lage sind alle Spalten sortierbar.
| Gebietsname | Bild/Commons   | LSG-ID       | WDPA-ID | Wikidata  | Ausweisung | Gemeinde(n) | Lage     | Fläche ha | Flächenanteil                                                                   | Bemerkung |
| --- | -------------- | ------------ | ------- | --------- | ---------- | ----------- | -------- | --------- | ------------------------------------------------------------------------------- | --------- |
| Ammerthal | weitere Bilder | LSG-00125.02 | 395588  | Q59654969 | 1965       |             | Position | 172,55    | Landkreis Amberg-Sulzbach (100 %)                                               |           |
| Annaberg | weitere Bilder | LSG-00191.11 | 395668  | Q59654997 | 1970       |             | Position | 11,27     | Landkreis Amberg-Sulzbach (100 %)                                               |           |
| Breitenbrunner Tal | weitere Bilder | LSG-00191.09 | 395666  | Q59654995 | 1970       |             | Position | 70,26     | Landkreis Amberg-Sulzbach (100 %)                                               |           |
| Breitenstein mit Steinberg | weitere Bilder | LSG-00191.01 | 395660  | Q59654989 | 1970       |             | Position | 105,38    | Landkreis Amberg-Sulzbach (100 %)                                               |           |
| Buchberg | weitere Bilder | LSG-00105.06 | 395532  | Q59654940 | 1962       |             | Position | 242,58    | Landkreis Amberg-Sulzbach (100 %)                                               |           |
| Buchenberg zwischen Hirschricht und Schwend                                                                                      |                | LSG-00191.04 | 395662  | Q59654991 | 1970       |             | Position | 135,85    | Landkreis Amberg-Sulzbach (100 %)                                               |           |
| Freihung – Seugast |                | LSG-00125.10 | 395596  | Q59654977 | 1965       |             | Position | 440,74    | Landkreis Amberg-Sulzbach (100 %)                                               |           |
| Freudenberg, Wutschdorf und Etsdorf                                                                                              | weitere Bilder | LSG-00125.03 | 395589  | Q59654970 | 1965       |             | Position | 1617,12   | Landkreis Amberg-Sulzbach (99,9 %)                                              |           |
| Hahnbach – Frohnberg |                | LSG-00125.08 | 395594  | Q59654975 | 1965       |             | Position | 33,95     | Landkreis Amberg-Sulzbach (100 %)                                               |           |
| Hammerweiher |                | LSG-00125.09 | 395595  | Q59654976 | 1965       |             | Position | 79,43     | Landkreis Amberg-Sulzbach (98,9 %)                                              |           |
| Hirschau – Nord | weitere Bilder | LSG-00125.11 | 395597  | Q59654978 | 1965       |             | Position | 571,53    | Landkreis Amberg-Sulzbach (100 %)                                               |           |
| Hirschau – Süd |                | LSG-00125.04 | 395590  | Q59654971 | 1965       |             | Position | 1013,69   | Landkreis Amberg-Sulzbach (100 %)                                               |           |
| Högenbachtal, Lichtenegg, Beselberg mit westlichem Birgland                                                                      | weitere Bilder | LSG-00191.07 | 395665  | Q59654994 | 1970       |             | Position | 2524,78   | Landkreis Amberg-Sulzbach (99,8 %)                                              |           |
| Katzenbergl mit Bruchgebiet nördlich von Sulzbach                                                                                |                | LSG-00191.13 | 395670  | Q59655001 | 1970       |             | Position | 128,77    | Landkreis Amberg-Sulzbach (100 %)                                               |           |
| Köferinger Tal, Köferinger Heide, Hirschwald und Vilstal südlich von Amberg                                                      | weitere Bilder | LSG-00125.01 | 395587  | Q59654968 | 1965       |             | Position | 8786,12   | Landkreis Amberg-Sulzbach (99,6 %)                                              |           |
| Kreisverordnung über den Schutz von Landschaftsteilen im Markt Hohenburg und in der Gemeinde Adertshausen des Landkreises Amberg | weitere Bilder | LSG-00109.01 | 395537  | Q59654942 | 1963       |             | Position | 541,55    | Landkreis Amberg-Sulzbach (98,7 %)                                              |           |
| Landschaftsstreifen entlang der B 85                                                                                             | weitere Bilder | LSG-00191.03 | 395661  | Q59654990 | 1970       |             | Position | 660,14    | Landkreis Amberg-Sulzbach (100 %)                                               |           |
| Landschaftsstreifen entlang der Bundesautobahn Nürnberg – Amberg                                                                 |                | LSG-00191.14 | 395671  | Q59655002 | 1970       |             | Position | 506,24    | Landkreis Amberg-Sulzbach (99,9 %)                                              |           |
| Lauterachtal mit den Tälern des Hausener- und Utzenhofener Baches und das Juragebiet zwischen Kastl und Utzenhofen               | weitere Bilder | LSG-00121.09 | 395581  | Q59654964 | 1965       |             | Position | 4682,01   | Landkreis Amberg-Sulzbach (97,7 %), Landkreis Neumarkt in der Oberpfalz (2,3 %) |           |
| Lauterachtal und Vilstal (Ostseite)                                                                                              | weitere Bilder | LSG-00119.11 | 395556  | Q59654957 | 1964       |             | Position | 812,2     | Landkreis Amberg-Sulzbach (70,4 %), Landkreis Schwandorf (28,3 %)               |           |
| LSG innerhalb des Naturparks Fränkische Schweiz – Veldensteiner Forst (ehemals Schutzzone)                                       | weitere Bilder | LSG-00566.01 | 396116  | Q59655009 | 1995       |             | Position | 11981,99  | Landkreis Amberg-Sulzbach (98,8 %)                                              |           |
| LSG innerhalb des Naturparks Oberpfälzer Wald (ehemals Schutzzone)                                                               | weitere Bilder | LSG-00567.01 | 396117  | Q59655010 | 1995       |             | Position | 55355,95  | Landkreis Schwandorf (100 %)                                                    |           |
| Obere Vils zwischen Reisach und Irlbach                                                                                          |                | LSG-00125.06 | 395592  | Q59654973 | 1965       |             | Position | 275,03    | Landkreis Amberg-Sulzbach (100 %)                                               |           |
| Poppberg | weitere Bilder | LSG-00191.06 | 395664  | Q59654993 | 1970       |             | Position | 71,09     | Landkreis Amberg-Sulzbach (99,8 %)                                              |           |
| Sackdillinger-Krottenseer Forst                                                                                                  |                | LSG-00191.17 | 395672  | Q59655003 | 1970       |             | Position | 306,37    | Landkreis Amberg-Sulzbach (100 %)                                               |           |
| Schutzstreifen entlang der B 85 neu                                                                                              |                | LSG-00125.05 | 395591  | Q59654972 | 1965       |             | Position | 153,1     | Amberg (99,9 %)                                                                 |           |
| Spittlberg |                | LSG-00191.12 | 395669  | Q59654999 | 1970       |             | Position | 2,67      | Landkreis Amberg-Sulzbach (100 %)                                               |           |
| Sternstein |                | LSG-00191.10 | 395667  | Q59654996 | 1970       |             | Position | 46,91     | Landkreis Amberg-Sulzbach (100 %)                                               |           |
| Trockental oberhalb Ammerthal mit Hainsburg                                                                                      | weitere Bilder | LSG-00191.05 | 395663  | Q59654992 | 1970       |             | Position | 918,67    | Landkreis Amberg-Sulzbach (100 %)                                               |           |
| Ursensollen und Rängberg | weitere Bilder | LSG-00125.13 | 395599  | Q59654980 | 1965       |             | Position | 269,34    | Landkreis Amberg-Sulzbach (100 %)                                               |           |
| Weißenberg (Vogelschutzgebiet)                                                                                                   |                | LSG-00125.07 | 395593  | Q59654974 | 1965       |             | Position | 4,07      | Landkreis Amberg-Sulzbach (100 %)                                               |           |
| Zant | weitere Bilder | LSG-00125.14 | 395600  | Q59654981 | 1965       |             | Position | 197,41    | Landkreis Amberg-Sulzbach (100 %)                                               |           |